# Gleizé
Gleizé est une commune française, située dans le département du Rhône en région Auvergne-Rhône-Alpes.

## Géographie

### Localisation
Gleizé est une commune limitrophe de Villefranche-sur-Saône à environ 30 kilomètres au nord de Lyon.
| Denicé  | Arnas                                         |                        |
| Lacenas | Gleizé                                        | Villefranche-sur-Saône |
|         | Porte des Pierres Dorées (Liergues), Pommiers | Limas                  |

### Climat
Pour des articles plus généraux, voir Climat d'Auvergne-Rhône-Alpes et Climat du Rhône.
En 2010, le climat de la commune est de type climat océanique altéré, selon une étude du Centre national de la recherche scientifique s'appuyant sur une série de données couvrant la période 1971-2000. En 2020, Météo-France publie une typologie des climats de la France métropolitaine dans laquelle la commune est exposée à un climat de montagne ou de marges de montagne et est dans la région climatique Nord-est du Massif Central, caractérisée par une pluviométrie annuelle de 800 à 1 200 mm, bien répartie dans l’année.
Pour la période 1971-2000, la température annuelle moyenne est de 11,7 °C, avec une amplitude thermique annuelle de 17,9 °C. Le cumul annuel moyen de précipitations est de 766 mm, avec 9,2 jours de précipitations en janvier et 6,6 jours en juillet. Pour la période 1991-2020, la température moyenne annuelle observée sur la station météorologique de Météo-France la plus proche, « Villefranche », sur la commune de Villefranche-sur-Saône à 2 km à vol d'oiseau, est de 13,1 °C et le cumul annuel moyen de précipitations est de 790,9 mm,. Pour l'avenir, les paramètres climatiques de la commune estimés pour 2050 selon différents scénarios d'émission de gaz à effet de serre sont consultables sur un site dédié publié par Météo-France en novembre 2022.
| Mois                                  | jan.             | fév.           | mars           | avril         | mai             | juin           | jui.            | août          | sep.           | oct.            | nov.            | déc.             | année      |
| ------------------------------------- | ---------------- | -------------- | -------------- | ------------- | --------------- | -------------- | --------------- | ------------- | -------------- | --------------- | --------------- | ---------------- | ---------- |
| Température minimale moyenne (°C)     | 0,9              | 1              | 3,6            | 6,6           | 10,8            | 14,3           | 16,2            | 15,5          | 12             | 8,6             | 4,4             | 1,6              | 8          |
| Température moyenne (°C)              | 4,2              | 5,3            | 9              | 12,5          | 16,7            | 20,5           | 22,5            | 22            | 17,9           | 13,4            | 8               | 4,8              | 13,1       |
| Température maximale moyenne (°C)     | 7,6              | 9,6            | 14,4           | 18,4          | 22,6            | 26,7           | 28,8            | 28,5          | 23,8           | 18,1            | 11,6            | 8                | 18,2       |
| Record de froid (°C) date du record   | −21,9 25.01.1963 | −19 06.02.1963 | −11,5 01.03.05 | −5 08.04.03   | −0,8 04.05.1967 | 3,7 02.06.1975 | 4,9 03.07.1948  | 5 31.08.1986  | 0,5 25.09.1972 | −4,9 29.10.1950 | −8,5 23.11.1998 | −16,2 22.12.1963 | −21,9 1963 |
| Record de chaleur (°C) date du record | 19,1 10.01.15    | 23,1 25.02.21  | 27,7 31.03.21  | 32 15.04.1949 | 40 29.05.1947   | 41 12.06.1947  | 43,5 30.07.1947 | 43 02.08.1947 | 36 14.09.1947  | 31,6 02.10.23   | 23,3 06.11.15   | 19,9 31.12.22    | 43,5 1947  |
| Précipitations (mm)                   | 48,3             | 37,9           | 46,9           | 62,6          | 73,5            | 73,6           | 77,1            | 71            | 68,2           | 89,9            | 88,4            | 53,5             | 790,9      |

## Urbanisme

### Typologie
Au 1er janvier 2024, Gleizé est catégorisée centre urbain intermédiaire, selon la nouvelle grille communale de densité à sept niveaux définie par l'Insee en 2022.
Elle appartient à l'unité urbaine de Lyon, une agglomération inter-départementale regroupant 123  communes, dont elle est une commune de la banlieue,,. Par ailleurs la commune fait partie de l'aire d'attraction de Lyon, dont elle est une commune de la couronne,. Cette aire, qui regroupe 397 communes, est catégorisée dans les aires de 700 000 habitants ou plus (hors Paris),.

### Occupation des sols
L'occupation des sols de la commune, telle qu'elle ressort de la base de données européenne d’occupation biophysique des sols Corine Land Cover (CLC), est marquée par l'importance des territoires agricoles (65,1 % en 2018), en diminution par rapport à 1990 (68,9 %). La répartition détaillée en 2018 est la suivante : 
cultures permanentes (33,7 %), zones urbanisées (26,7 %), prairies (23,1 %), zones agricoles hétérogènes (8,4 %), espaces verts artificialisés, non agricoles (4,5 %), zones industrielles ou commerciales et réseaux de communication (3,6 %). L'évolution de l’occupation des sols de la commune et de ses infrastructures peut être observée sur les différentes représentations cartographiques du territoire : la carte de Cassini (XVIIIe siècle), la carte d'état-major (1820-1866) et les cartes ou photos aériennes de l'IGN pour la période actuelle (1950 à aujourd'hui).

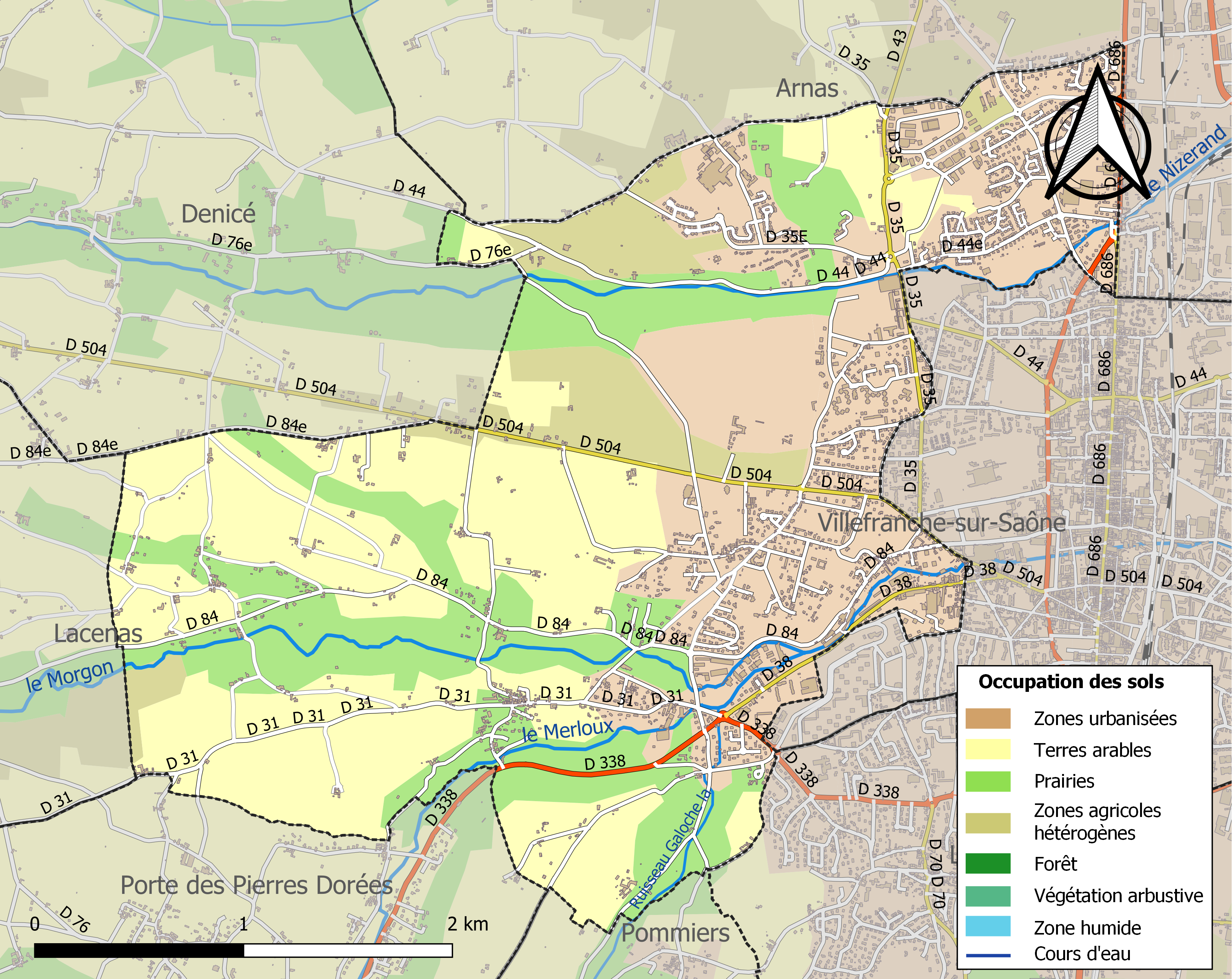
Carte des infrastructures et de l'occupation des sols de la commune en 2018 (CLC).

### Voies de communication et transports

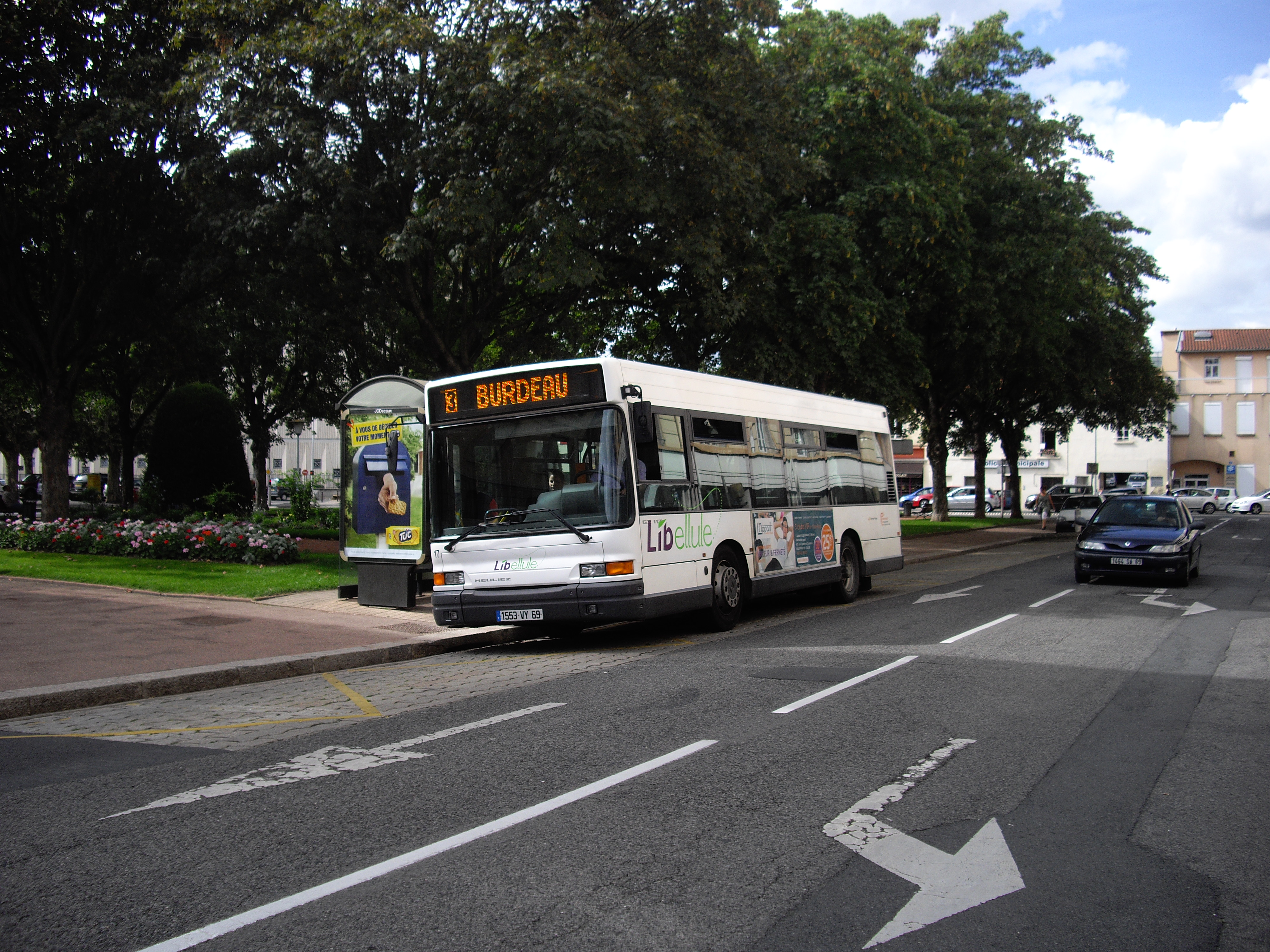
La ligne 3 du réseau Libellule dessert la ville de Gleizé.

La commune est desservie par le réseau Libellule via la ligne 5 qui la relie à Villefranche-sur-Saône et Limas, ainsi que par la ligne scolaire 7. Le nord de la commune, où se trouvent l'hôpital et le lycée Louis-Armand, est quant à lui desservi par la ligne 3 et la ligne scolaire 8, tandis que la ligne 2 traverse l'extrême-nord de la commune. Des services de transport à la demande complètent la desserte.

## Histoire

### Moyen Âge
Gleizé est une ancienne terre des sires de Beaujeu, dont des quartiers datent de l'époque gallo-romaine, qui a vu s'établir à partir du XIe siècle des domaines dans un milieu principalement composé de forêts.

### Temps modernes
Au XVe siècle, des moines bénédictins organisent le village autour de son église, alors situés dans la vallée du Morgon.

### Époque contemporaine
C'est au XIXe siècle que Gleizé prend sa forme actuelle : en 1809, la commune de Chervinges rejoint Gleizé ; en 1822, l'église actuelle est construite, qui sera le début du développement du bourg actuel, auquel se rajoutera la mairie (construite au début du XXe siècle) ;
en 1853, elle perd des territoires au profit de Villefranche, mais prend une partie de l'ancienne commune d'Ouilly.
Toujours au cours du XIXe siècle, l'industrie du textile se développe, en ateliers puis en usines (blanchisseries, teintureries, filatures), dans un faubourg (Chervinges), avec le Grand Moulin Seigle, du nom de son propriétaire, "le plus grand moulin de France" de la fin du XIXe siècle.
Dans la seconde moitié du XXe siècle, de nombreux programmes d'habitations collectives se développent à la place de parcelles agricoles, notamment dans le quartier des Rousses, ce qui amènera au triplement de la population de la commune en 30 ans. C'est également à cette période qu'est construit le centre hospitalier de Villefranche-sur-Saône, au nord de la commune.

### Liste des maires

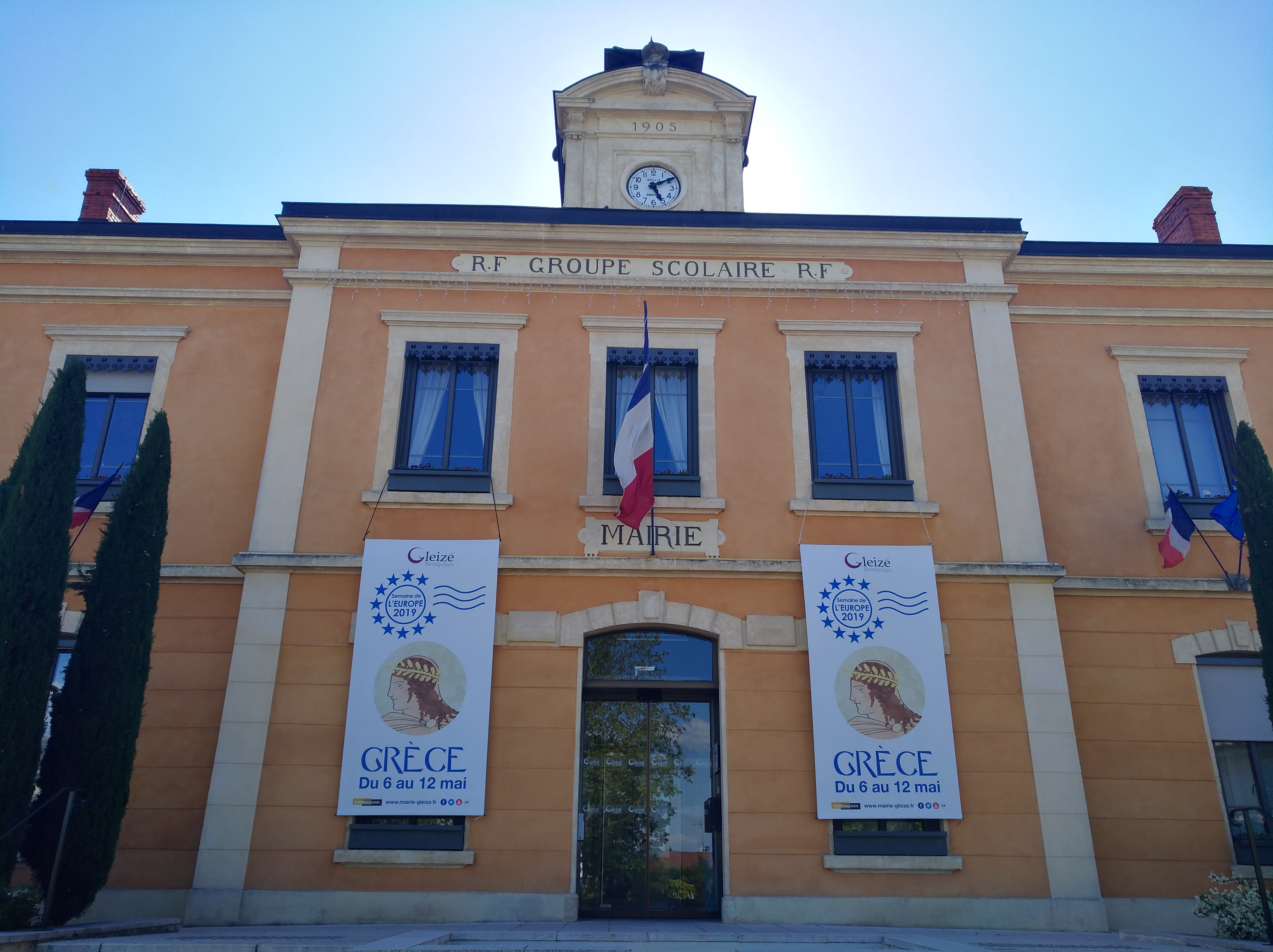
La mairie.

## Politique et administration

### Intercommunalité
La commune fait partie de la communauté d'agglomération Villefranche-Beaujolais-Saône.

### Relations internationales
Au 14 mars 2021, la commune n'est plus jumelée, l'ancien jumelage signé en 1991 avec la commune de Ry (Danemark) étant terminé, mais elle a signé en 2006 un accord de coopération décentralisée portant sur l’aide au développement (appui financier, institutionnel et technique, femmes) avec la commune de Kérou au Bénin.
Par ailleurs en 2014, d'après le site web de la mairie, la commune a conclu un pacte d'amitié avec la commune libanaise de Faitroun.

## Équipements et services publics

### Espaces publics
En 2014, la commune obtient le niveau « deux fleurs » au concours des villes et villages fleuris.

### Enseignement
La ville dispose de 6 établissements scolaires publics :
- l'école Joseph Viollet ;
- l'école Robert Doisneau ;
- l'école Georges Brassens ;
- l'école de la Chartonnière ;
- l'école Benoît Brancard ;
- le lycée Louis Armand.

### Santé
L'hôpital Nord-Ouest situé sur le plateau d'Ouilly sur la commune de Gleizé a été construit au début des années 1980. Entré en fonction en octobre 1982 et inauguré au printemps 1983 par le 1er ministre de l'époque, Pierre Mauroy. Il remplace l'ancien hôpital de Villefranche qui se trouvait rue Paul-Bert.
Plusieurs cabinets de médecins sont installés à Gleizé.

## Population et société

### Démographie
L'évolution du nombre d'habitants est connue à travers les recensements de la population effectués dans la commune depuis 1793. Pour les communes de moins de 10 000 habitants, une enquête de recensement portant sur toute la population est réalisée tous les cinq ans, les populations de référence des années intermédiaires étant quant à elles estimées par interpolation ou extrapolation. Pour la commune, le premier recensement exhaustif entrant dans le cadre du nouveau dispositif a été réalisé en 2008.

En 2022, la commune comptait 7 824 habitants, en évolution de +4,7 % par rapport à 2016 (Rhône : +3,93 %, France hors Mayotte : +2,11 %).
| 1793 | 1800 | 1806 | 1821  | 1831 | 1836 | 1841  | 1846  | 1851  |
| ---- | ---- | ---- | ----- | ---- | ---- | ----- | ----- | ----- |
| 723  | 442  | 751  | 1 123 | 955  | 994  | 1 188 | 1 191 | 1 134 |

| 1856  | 1861  | 1866  | 1872  | 1876  | 1881  | 1886  | 1891  | 1896  |
| ----- | ----- | ----- | ----- | ----- | ----- | ----- | ----- | ----- |
| 1 123 | 1 217 | 1 336 | 1 328 | 1 330 | 1 296 | 1 525 | 1 465 | 1 736 |

| 1901  | 1906  | 1911  | 1921  | 1926  | 1931  | 1936  | 1946  | 1954  |
| ----- | ----- | ----- | ----- | ----- | ----- | ----- | ----- | ----- |
| 1 673 | 1 704 | 1 805 | 1 653 | 1 820 | 2 029 | 2 047 | 2 108 | 2 349 |

| 1962  | 1968  | 1975  | 1982  | 1990  | 1999  | 2006  | 2008  | 2013  |
| ----- | ----- | ----- | ----- | ----- | ----- | ----- | ----- | ----- |
| 2 421 | 3 045 | 3 708 | 6 591 | 8 317 | 8 050 | 7 807 | 7 725 | 7 593 |

| 2018  | 2022  | - | - | - | - | - | - | - |
| ----- | ----- | - | - | - | - | - | - | - |
| 7 470 | 7 824 | - | - | - | - | - | - | - |

### Manifestations culturelles et festivités
La fête des conscrits se déroule chaque année, le deuxième week-end de mars. À l'instar de la plupart des communes du Beaujolais, des animations sont organisées lors de la période du Beaujolais nouveau chaque année, à partir du troisième jeudi de novembre. À Gleizé, cette manifestation porte le nom de la Fête des Saveurs.

### Sports
Le complexe sportif Saint-Roch est géré par la ville. Il propose notamment :
- deux terrains de tennis ;
- deux terrains de football ;
- un terrain de hockey sur patins ;
- une salle d'escrime ;
- un gymnase polyvalent ;
- un mur d'escalade ;
- un dojo ;
- un parcours d'agility dog.

## Culture locale et patrimoine

### Lieux et monuments
- Chapelle Saint-Roch (XVIIe siècle).
- Château de Vaurenard (XVIIIe siècle) : parc, mobilier et tapisserie du XVIIIe. C'est là que mourut le baron de Richemont.
- Château Montfleury.
- Château de Saint-Fonds.

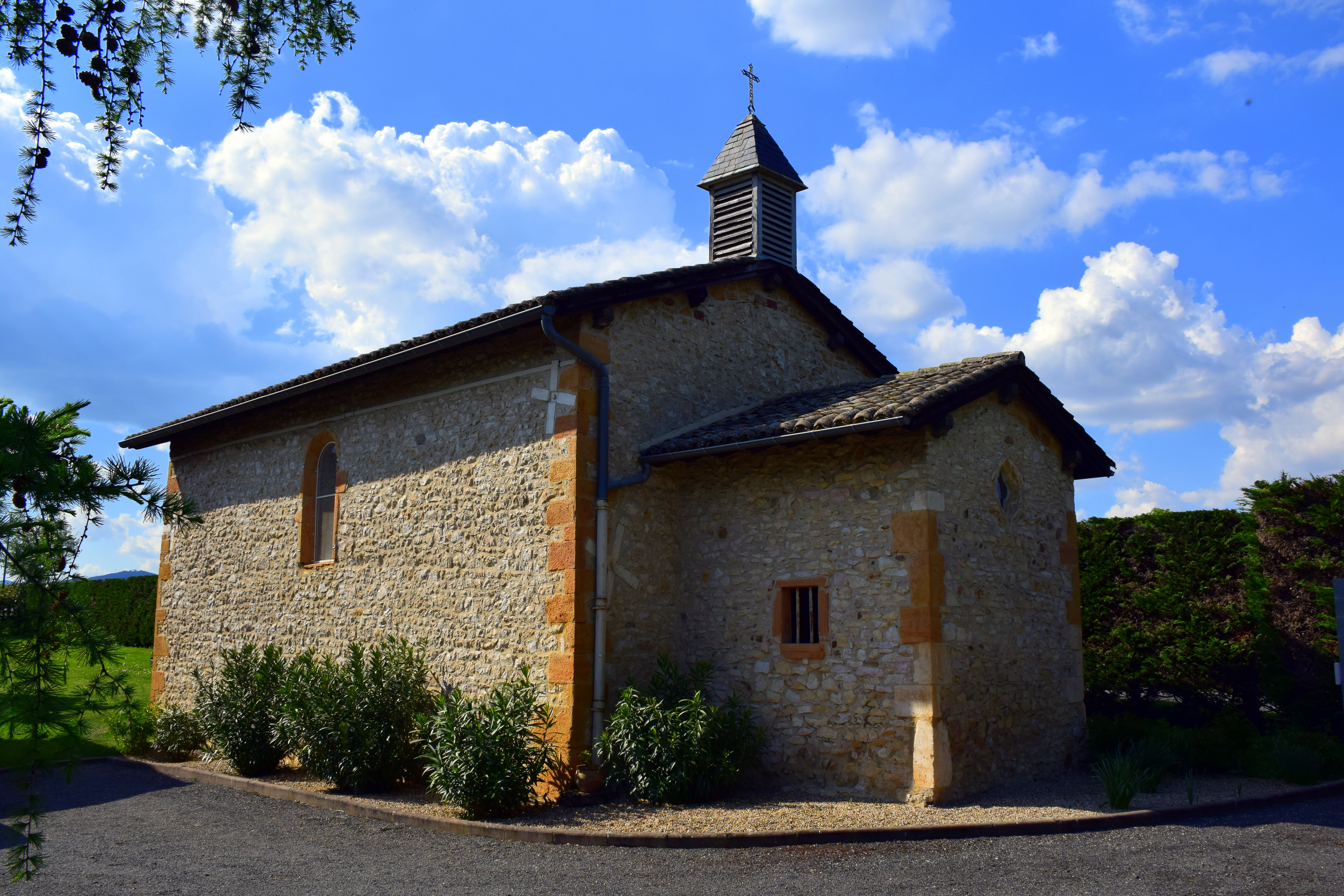
Chapelle Saint-Roch (XVIIème).
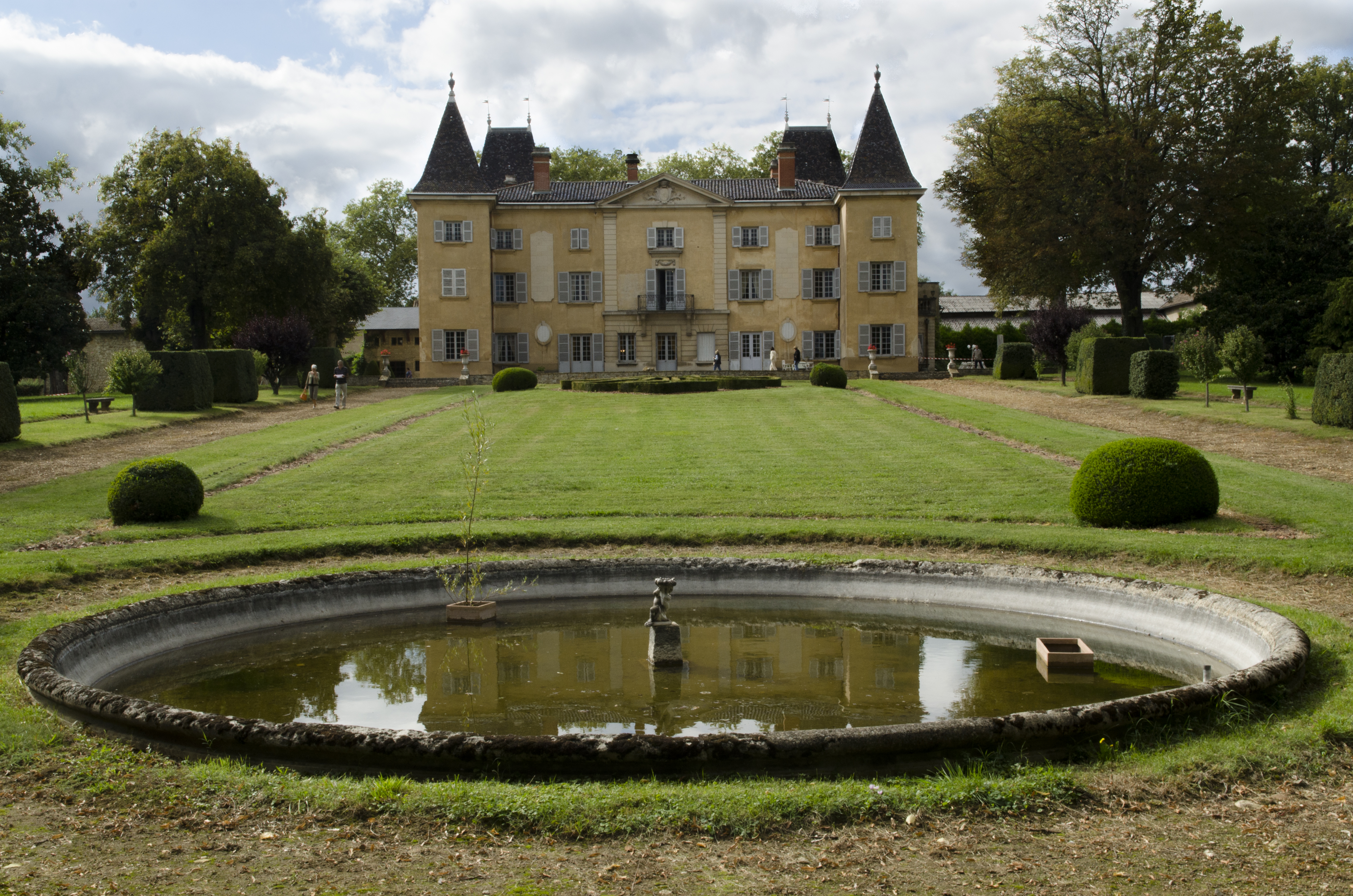
Le parc du Château de Vaurenard.
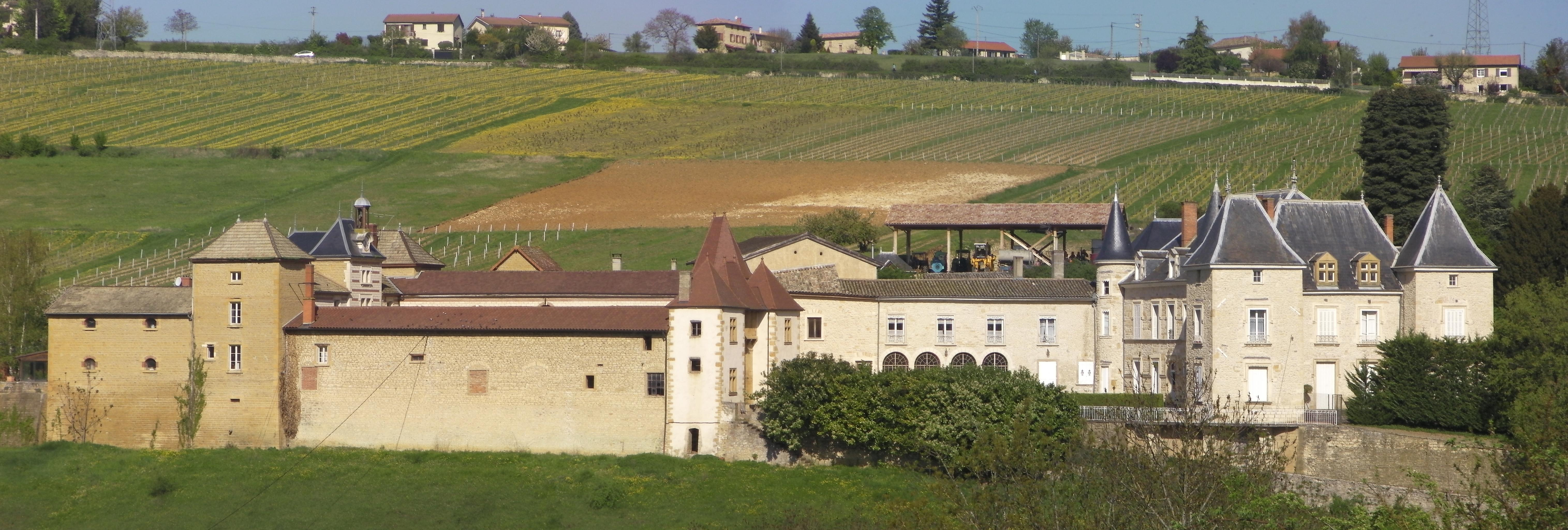
Château de Saint-Fonds à Gleizé.
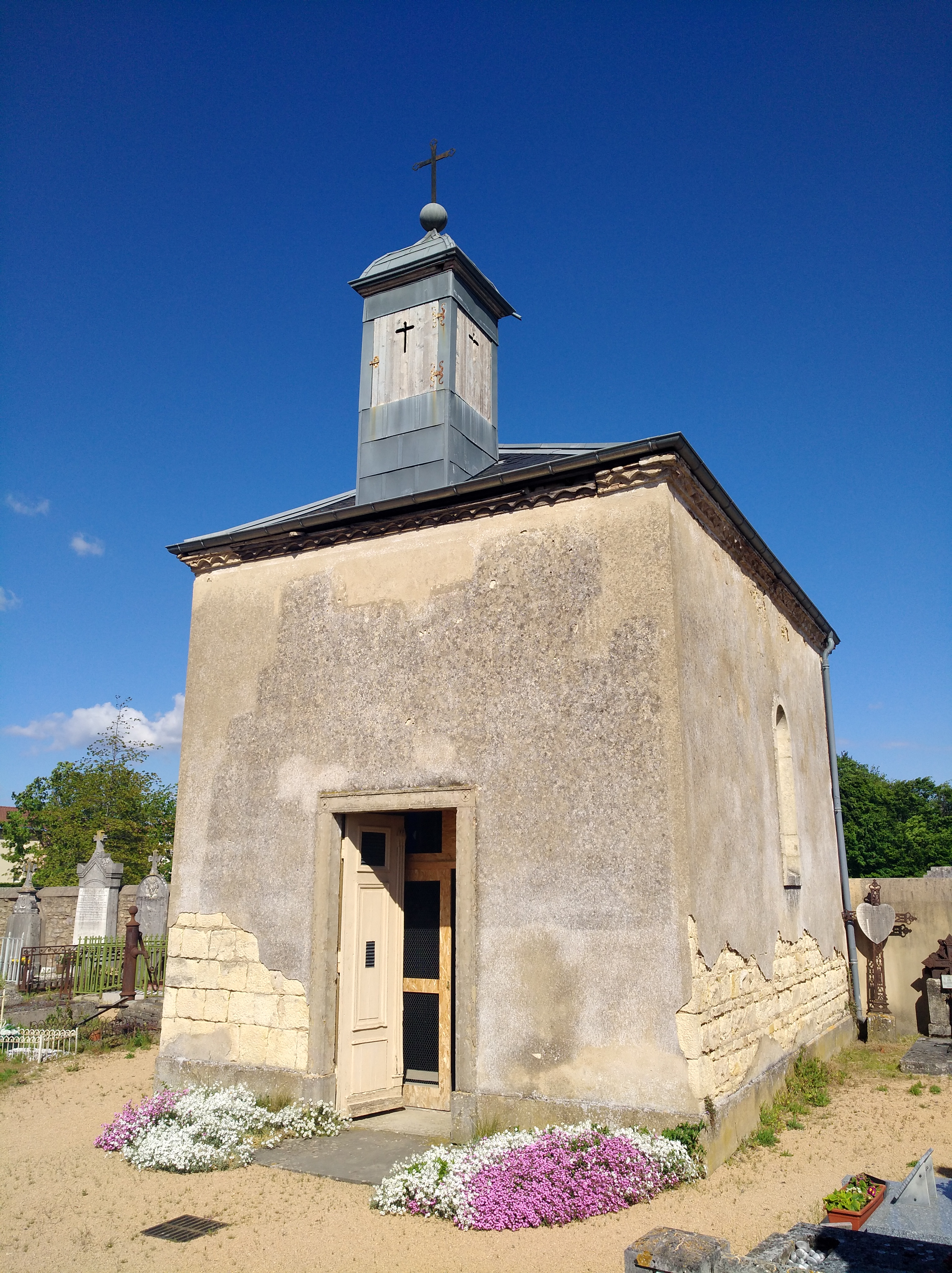
La chapelle du cimetière.

### Patrimoine culturel
La bibliothèque Jean-de-La-Fontaine, ainsi que le théâtre municipal, sont situés dans le bourg de Gleizé.

### Personnalités liées à la commune
- Baron de Richemont (1786-1853), escroc qui se faisait passer pour Louis XVII, mort dans la commune.
- Justin Chabert (1841-1907), homme politique, maire de Gleizé , député du Rhône de 1900 à 1907.
- Fatih Atik (1984), footballeur, né dans la commune.
- Kevin Joss-Rauze (1988), né à Gleizé, joueur de basket-ball professionnel, né dans la commune.
- Rudy Molard (1989), coureur cycliste, né dans la commune.

## Pour approfondir